# Per Unckel
Per Unckel (ur. 24 lutego 1948 w Finspång, zm. 20 września 2011 w Sztokholmie) – szwedzki polityk, działacz Umiarkowanej Partii Koalicyjnej, parlamentarzysta, w latach 1991–1994 minister edukacji, sekretarz generalny Rady Nordyckiej.

## Życiorys
Urodził się w Östergötland, był przewodniczącym młodzieżówki Umiarkowanej Partii Koalicyjnej w tym regionie. W latach 1971–1976 przewodniczył tej organizacji na szczeblu krajowym. Od 1968 do 1971 studiował prawo na Uniwersytecie w Uppsali. W latach 1976–1986 sprawował mandat posła do Riksdagu z regionu Östergötland. Był w międzyczasie rzecznikiem partii do spraw polityki energetycznej oraz oświatowej.
W 1986 został sekretarzem swojej partii, pełnił tę funkcję do 1991. Od października 1991 do października 1994 sprawował urząd ministra edukacji w rządzie Carla Bildta. Przeprowadził wówczas reformę systemu oświaty, wprowadzając m.in. możliwość wyboru szkoły.
W latach 1994–2002 ponownie zasiadał w szwedzkim parlamencie. Pełnił funkcję rzecznika ugrupowania do spraw polityki zatrudnienia oraz do spraw konstytucyjnych. Przewodniczył parlamentarnej komisji konstytucyjnej (1998–2002) i klubowi poselskiemu Umiarkowanej Partii Koalicyjnej (1999–2002). Po porażce ugrupowania w 2002 odszedł ze stanowisk partyjnych oraz z parlamentu.
W latach 2003–2006 był sekretarzem generalnym Rady Nordyckiej. W 2007 powołany na gubernatora regionu Sztokholm. Zajmował to stanowisko do czasu swojej śmierci w 2011.